# Euagra angelica
Euagra angelica là một loài bướm đêm thuộc phân họ Arctiinae, họ Erebidae.